# Flying Saucer Daffy
Flying Saucer Daffy (br.: Garotas do outro mundo) é um filme curta-metragem estadunidense de 1958, dirigido por Jules White. É o 187º de um total de 190 filmes da série com os Três Patetas produzida pela Columbia Pictures entre 1934 e 1959.

## Enredo
Similar a história de Cinderela, Joe é o rapaz trabalhador que mora na casa de sua tia malvada e alcoólica e seus dois primos vagabundos, Moe e Larry. Joe gosta de concorrer em concursos de revistas para ganhar prêmios. Ele planeja acampar e sua tia o força a levar os primos. Joe tenta tirar fotos da natureza mas um prato jogado ao vento entra por acaso em uma de suas fotos. Nesse momento Moe e Larry leem numa revista (chamada de Fatos & Imagem pela dublagem brasileira, numa paródia a revista Fatos & Fotos) sobre o prêmio de dez mil dólares para quem conseguisse fotografar um disco voador.
Ao verem a foto de Joe, Moe e Larry a levam aos editores e assumem a autoria, ganhando o prêmio. Mas, depois de muitas festas e quando já haviam gastado a maior parte do dinheiro, o editor da revista (Emil Sitka) descobre o engano e processa os dois pedindo o dinheiro de volta. A tia de Joe o expulsa de casa e ele volta ao campo, tentando tirar uma foto de um disco voador verdadeiro. Nesse momento, ele encontra duas belas alienígenas do Planeta Zircon que o deixam fotografar sua espaçonave. Joe leva a foto aos dois primos que não acreditam nele. Então Joe vai aos editores que reconhecem a autenticidade da foto e com isso ele vira um herói nacional enquanto Moe e Larry são internados num hospício, vestindo camisas de força.

## Fim de uma era
Apesar de Flying Saucer Daffy não ter sido o último curta lançado dos Três Patetas (essa distinção coube a Sappy Bull Fighters), foi a produção final da série. Filmado em 19 e 20 de dezembro de 1957. Poucas horas após o término da filmagem, os Patetas foram sumariamente despedidos da Columbia Pictures, colocando um final a 24 anos de produção da série. Joan Howard Maurer, filha de Moe Howard, escreveu em 1982 (tradução livre):
| “ | A carreira dos rapazes chegara de repente ao final. Num dia trabalhavam na Columbia e no outro não, sem "Obrigado" nem festa de despedida pelos 24 anos de dedicação e serviços prestados além dos dólares que eles arrecadaram com suas comédias para o estúdio. Moe Howard contou que poucas semanas depois de sua saída da Columbia, ele foi ao estúdio para se despedir de alguns executivos quando foi barrado pelo guarda da portaria (obviamente não era um fã dos Três Patetas) e, por não ter o passe daquele ano, teve a entrada impedida. Por um momento, ele ficou bastante decepcionado". | ” |